# Hugh Ike Shott

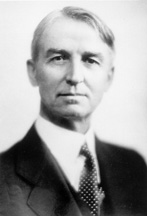
Hugh Ike Shott

Hugh Ike Shott (* 3. September 1866 in Staunton, Virginia; † 12. Oktober 1953 in Bluefield, West Virginia) war ein US-amerikanischer Politiker der Republikanischen Partei. Von 1929 bis 1933 saß er für den US-Bundesstaat West Virginia im US-Repräsentantenhaus. Von 1942 bis 1943 vertrat er West Virginia im US-Senat.

## Biographie
Shott wurde in Staunton, im Norden von Virginia geboren, wo er auch aufwuchs. Er zog um nach Bluefield im äußersten Süden von West Virginia, wo er als Inhaber den Bluefield Daily Telegraph, die meistgelesene Morgenzeitung im Ort, übernahm. Er fungierte zudem als Postmaster für Bluefield. 1928 machte er erstmals politisch auf sich aufmerksam, als er für den Sitz des 5. Wahlbezirkes von West Virginia im US-Repräsentantenhaus kandidierte. 1929 zog er nach der erfolgreichen Wahl ins US-Repräsentantenhaus ein. 1928 kauften seine Söhne die einzige Radiostation von Bluefield, womit die Shott-Familie die Medien in und um Bluefield beherrschten. 1930 wurde Shott wiedergewählt, 1932 unterlag er John Kee und schied folglich 1933 wieder aus dem Repräsentantenhaus aus. 
1936 kandidierte er erfolglos für einen Sitz im US-Senat. Nach dem Rücktritt von Matthew M. Neely kandidierte Shott bei der Nachwahl für den Rest der Amtszeit. Er konnte sich durchsetzen und war vom 18. November 1942 bis 3. Januar 1943 Senator für West Virginia. Bei der Hauptwahl kandidiert Shott nicht. Stattdessen baute er sein Medienimperium weiter aus. So erhielt er auch die Lizenz für den einzigen Fernsehsender in Bluefield. Shott starb im Oktober 1953 in seiner Heimatstadt im Alter von 87 Jahren. Er hinterließ seine Frau und seine beiden Söhne.